# Guadiana (Badajoz)
Guadiana, até 2019 chamada Guadiana del Caudillo, é um município da Espanha na comarca da Terra de Badajoz, província de Badajoz e comunidade autónoma da Estremadura. Situado perto da margem direita (norte) do rio Guadiana, tem 30,05 km² de aŕea e em 2021 tinha 2 465 habitantes (densidade: 82 hab./km²).
Situa-se 32 km a leste do centro de Badajoz e 8 km a oeste de Montijo. A localidade surgiu em 1950, quando o Instituto Nacional de Colonização instalou 276 colonos provenientes de vários locais da Estremadura e Andaluzia.[carece de fontes?]
Desde a sua fundação que pertenceu ao município de Badajoz. Em 1971 constituiu-se como "entidade local menor" e e, novembro de 2008 foi iniciado o processo de segregação, aprovado pela maioria da população. O ayuntamiento de Badajoz concordou com a criação do novo município em 2009, mas a Junta da Estremadura impôs como condição para a sua aprovação do processo de segregação que a "Lei de Memória Histórica" fosse cumprida, o que implicava que o topónimo deixasse de fazer menção ao ditador Francisco Franco ("El Caudillo"). A situação continuou pendente após as eleições de 2011 e da mudança do governo regional, que passou a estar nas mãos de uma coligação entre o Partido Popular e a Estremadura Unida, mas finalmente Guadiana del Caudillo  foi declarado um município independente em 17 de fevereiro.[carece de fontes?]